# Al Faisaly FC (Harmah)
Al Faisaly Football Club (arabsky: نادي الفيصلي) je saúdskoarabský fotbalový klub z města Harmah, který byl založen roku 1954. Klub hraje nejvyšší saúdskou ligu Saudi Pro League. Své domácí zápasy hraje na King Salman Sport City Stadium s kapacitou 7 000 míst.